# Heinrich Arzt

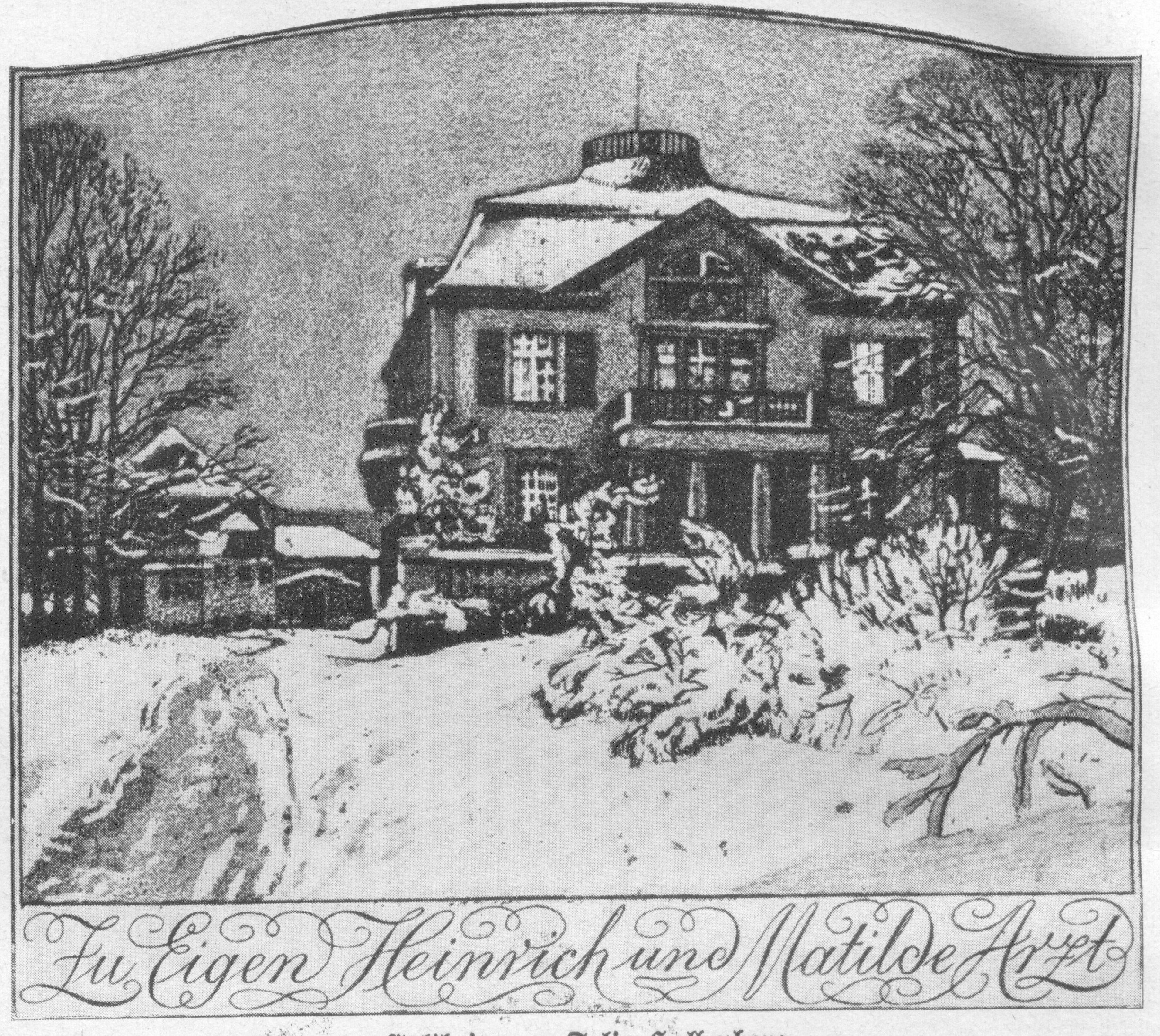
Exlibris von Heinrich und Mathilde Arzt, gestaltet von Felix Hollenberg

Heinrich Arzt (* 31. Oktober 1874 in Michelstadt; † 23. Juni 1947 ebenda) war ein deutscher Unternehmer. 

## Leben
Heinrich Arzt wurde als zweitältester Sohn des Unternehmers und Tuchfabrikanten Michael Arzt und seiner Ehefrau Marie Arzt geb. May 1874 in Michelstadt im Odenwald geboren. Heinrich wurde, wie sein Bruder Ludwig Arzt, auf die Übernahme der Tuchfabrik Ph. Ludwig Arzt systematisch vorbereitet. 
1901 übernahm Heinrich Arzt zusammen mit seinem Bruder Ludwig die elterliche Firma. Der Kundenkreis wurde kontinuierlich erweitert und durch technische Neuerungen wurde der Produktionsprozess verbessert. Durch zusätzliche Fabrikanlagen und ergänzende Fertigungsbereiche wurde der Prozess von der ungewaschenen Wolle bis hin zum fertigen Tuchprodukt komplettiert. Anfang des 20. Jahrhunderts gehörte die Tuchfabrik Arzt in Michelstadt zu den bedeutendsten deutschen Uniformfabriken und belieferte Armeen in Europa, Asien und (Süd-)Amerika.
Für die zahlreichen Arbeiter und Arbeiterinnen stellte die Firma Ph. Ludwig Arzt günstige Wohngelegenheiten in unmittelbarer Nähe der Produktionsstätten zur Verfügung. 1907 wurden zunächst zwei und 1924 weitere sieben Häuser für Bedienstete in der heutigen Friedrich-Ebert-Straße gebaut.
Heinrich Arzt war auch sozial engagiert. So spendete er im Dezember 1915 insgesamt 50.000 Mark an den Kreis Erbach. Die Schenkung sollte zugunsten von Kriegsbeschädigten verwendet werden.
Nach dem Ersten Weltkrieg, in dem die Firma ihre Produktion stark ausbauen konnte, ebenso wie nach dem Zweiten Weltkrieg, wo das Gleiche geschah, musste die Produktion jeweils von Uniformstoffen auf zivile Produkte umgestellt werden. Dies gelang jeweils schnell und trotz Rohstoffengpässen relativ reibungslos.
1907/08 ließ sich Heinrich Arzt in seiner Heimatstadt von dem Darmstädter Architekten Arthur Wienkoop eine Villa in der Erbacher Straße 41 bauen. Die heute unter Denkmalschutz stehende Villa zeigte an, welchen Reichtum sein Besitzer angehäuft hatte.
Heinrich Arzt war mit Mathilde Weber (1883–1958) verheiratet. Aus der Ehe ist der Sohn Walter hervorgegangen, der im Jahre 1945 als Oberstleutnant der Luftwaffe gefallen ist. 
Heinrich Arzt starb überraschend im Juni 1947 im Alter von 72 Jahren in seiner Geburtsstadt.

## Ehrungen
- 1928: Ehrenbürger der Stadt Michelstadt.
- 1950: In Michelstadt wurde die Verbindungsstraße zwischen der Erbacher Straße und der Georg-Glenz-Straße nach Heinrich Arzt benannt.